# NGC 2373
NGC 2373 este o galaxie spirală situată în constelația Gemenii. A fost descoperită în 20 februarie 1849 de către William Parsons, 3rd Earl of Rosse⁠(d). Se află la o distanță de 59,43 de megaparseci de Pământ.